# François-Rupert Carabin
François-Rupert Carabin (Saverne, 1862 – Strasburgo, 1932) è stato uno scultore francese.

## Biografia
Fu autore di statuette, medaglie e gioielli, eseguì anche moduli scolpiti. Dal 1919 fu direttore della scuola di arti decorative di Strasburgo.